# 犧牲件
犧牲件（英语：sacrificial part）是一種特殊的組件，其設計的目的就是在異常機械應力、異常電壓或電流、或是其他異常且危險的條件下，犧牲件會先損壞并因此断开传播链，以保護系統中其他部份不致於一起受損。
例如一般電氣或開關中用的保險絲，在電流超過一定數值時會燒斷，電流就無法進到設備，避免設備損壞或其他更大的災害
其他犧牲件的例子包括：
- 爆炸隔膜（英语：Burst disk），在壓力太大時會破裂並且洩壓。
- 安全销（英语：Shear pin），在受力過大時會先斷裂的機構元件。
- 陰極防蝕：利用其他較容易氧化的金屬作為陽極，保護陰極的金屬不氧化。
- 钓鱼时使用的导线，是鱼线前端负责将主线与鱼钩连接的线，一般会选择抗拉强度稍弱于主线的材料，在拉力太大时可以优先断掉为主线和鱼竿卸力。